# Superpositionsprincippet
Superpositionsprincippet et et grundlæggende aksiom inden for geologien.
I sin enkleste form siger det: 
Sedimentære bjergartslag er ordnet i tidsrækkefølge, med de ældste lag nederst og de yngste øverst, medmindre en senere proces har forstyrret denne rækkefølge.
Dette princip blev først fremført af den danske læge og geolog Nicolas Steno (1638 – 1686), publiceret i De solido intra solidum naturaliter contento dissertationis prodromus (Foreløbigt udkast til en afhandling om et fast legeme naturligt indesluttet i et fast legeme).
| Naturvidenskab | Spire Denne naturvidenskabsartikel er en spire som bør udbygges. Du er velkommen til at hjælpe Wikipedia ved at udvide den. |